# Motorisch evozierte Potentiale
Motorisch evozierte Potentiale (kurz: MEP) sind elektrische Spannungsänderungen eines Muskels, die durch einen gezielt gesetzten Reiz an einem Teil des motorischen Systems ausgelöst werden. MEP werden also nicht durch eine Bewegung „motorisch“ ausgelöst, insofern ist der Begriff missweisend, sondern durch einen Reiz im motorischen System.

## Eigenschaften
Motorisch evozierte Potentiale sind eine spezielle Form der Evozierten Potentiale. Sie eröffnen in der Neurologie Möglichkeiten der Diagnostik des zentralen motorischen Systems im Rückenmark und Gehirn und ergänzen die neurographischen diagnostischen Möglichkeiten im peripheren motorischen System. Latenzverlängerungen können Schäden in der Myelinisierung anzeigen. Die Amplitude und Form gibt Hinweise zur Anzahl und Verteilung der Strukturen. Die Bewertung erfolgt meist im Seitenvergleich.
Durch Transkranielle Magnetstimulation des Motorcortex lässt sich beim Menschen und einigen höheren Säugern gezielt eine Muskelzuckung zum Beispiel in der Beinmuskulatur auslösen. Welcher Zielmuskel sich kontrahiert, ist abhängig davon, welcher Teil der primär motorischen Rinde stimuliert wird. Vom Motorcortex läuft die Erregung in der direkten cortikospinalen Bahn, einem wichtigen Teil des willkürmotorischen Systems („Pyramidenbahn“) zu den Motoneuronen im Vorderhorn des Rückenmarks. Von dort wird sie in den efferenten Nerven zum Muskel geleitet und löst eine Kontraktion aus. Erkrankungen des Motorkortex ebenso wie des cortikospinalen Trakts, aber auch der Motoneurone im Rückenmark sowie der peripheren motorischen Nerven führen zu charakteristischen Änderungen der messbaren MEP. Daher werden MEP bei der Diagnostik zum Beispiel der Multiplen Sklerose, der amyotrophen Lateralsklerose (ALS) aber auch beim Schlaganfall und Rückenmarkserkrankungen eingesetzt.
Auch Muskelpotentiale, die durch Magnetstimulation an anderen Orten der motorischen Systems ausgelöst worden sind, werden als MEP bezeichnet. So kann man durch Magnetstimulation seitlich der Lendenwirbelsäule einzelne Nervenwurzeln reizen und die Antwort in den Muskeln des Beins messen. Dies gibt Hinweise auf eine Erkrankung zum Beispiel des Beinnervengeflechts (Plexus lumbosacralis).
Auch an Orten des peripheren Nervensystems, an denen die klassische elektrische Stimulation (Elektroneurografie) nicht angewendet werden kann oder zu schmerzhaft wäre, kann die Magnetstimulation eingesetzt werden. Zum Beispiel lässt sich durch Reizung des motorischen Gesichtsnerven (Nervus facialis) am Austritt aus dem Hirnstamm und Messen der Zuckung des Gesichtsmuskels bei Fazialislähmung eine Schädigung im Fazialiskanal nachweisen.
Entstehung:
Motorisch evozierte Potentiale können im Prinzip durch jeden geeigneten Reiz ausgelöst werden. In der Routinediagnostik der Neurologie werden meist elektrische (Elektroneurografie) oder magnetische Reize verwendet.
Zeitlicher Verlauf:
Die Laufzeit (Latenz) zwischen Reiz und Antwort des Muskels hängt unter anderem von der strukturellen und funktionellen Entfernung zwischen Reizort und Messort, der Nervenleitgeschwindigkeit der beteiligten Nerven und dem Funktionszustand der Neurone in den Schaltstationen ab. Typischerweise beträgt die Latenz zwischen dem Reiz des motorischen Cortex und der Antwort in einem Beinmuskel 14–16 ms.
Messung:
Die Messung der motorisch evozierten Potentiale erfolgt als Muskelaktionspotential (s. Elektroneurografie). Die Einsatzorte (nach Stimulationsobjekt sortiert) sind im Cortex, im Nervus facialis, im peripheren Nerv und in der spinalen Nervenwurzel.